# Systenocentrus galeatus
Systenocentrus galeatus is een hooiwagen uit de familie Sclerosomatidae.